# Айрантакырское нефтяное месторождение
Айрантакы́рское нефтяно́е месторожде́ние (Айрантакы́р, каз. Айрантақы́р — подобный айрану такыр) — нефтяное месторождение Казахстана, расположено в Мангистауской области, в 20 км севернее от месторождения Жетыбай и в 110 км восточнее от города Актау. Относится к Северо-Кавказско-Мангышлакской нефтегазоносной провинции.
Поисковое бурение было начато в 1989 году, а непосредственно месторождение было открыто в 1991 году.

## Характеристика месторождений
Исходя из тектонического отношения по УI отражающему сейсмическому горизонту, который относится к кровле триаса, структура является локальным поднятием размером 2,8x1,9 км, замыкается по изогипсе −2425 м с амплитудой поднятия 30 м.
Месторождение сложено отложениями возрастом от среднеюрского до неоген-четвертичного возраста. Максимальная толщина отложений вскрыта в скважине I, глубина которой достигает 2700 м.
Продуктивный горизонт Ю-XI имеет возраст ааленского яруса средней юры, залегает на глубине 2429—2449 м. Залежь нефтяная, пластовая, с водонефтяным контактом на отметке −2279 м. Пласт-коллектор состоит из песчаников с открытой пористостью 16 % и проницаемостью 0,021 мкм2. Породы-покрышки — глинистые породы. Имеют толщину до 50 м. Общая толщина коллектора — 20,4 м, эффективная и нефтенасыщенная толщины — 7,4 м. Нефтенасыщенность — 66 %.
Начальное пластовое давление — 27,48 МПа, при пластовой температуре 990С. Газонасыщенность пластовой нефти 22 м3/т. Начальный дебит нефтеносного горизонта 192 м3/сут на 7 мм штуцере. Нефть лёгкая, плотность — 850 кг/м3, малосернистая 0,08 %, высокопарафинистая 18,5 %, включает 1,7 % асфальтенов и 9,8 % силикагелистых смол.
Режим залежи водонапорный.

## Запасы и добыча
По состоянию на декабрь 2017 года геологические запасы В + C1 на месторождении Айрантакыр составляют 0,81 млн тонн нефти, а извлекаемые запасы В + C1 составляют 0,246 млн тонн нефти.
Добыча на месторождении началась с 1991 года и до конца 2017 года составила 0,23 млн тонн — около 27,8 % официально утвержденных НГЗН по категориям В + C1. Добыча ведётся тремя скважинами.